# Janvier 2008 en Afrique

## Kenya
À la suite de la proclamation des résultats de l’élection présidentielle du 27 décembre 2007, des violences éclatent dans plusieurs villes du pays : Eldoret, Kisumu, Mombasa ainsi que la capitale Nairobi. Partisans du président Mwai Kibaki  dont la réélection est contestée et de Raila Odinga, candidat de l’opposition s’accusent de violences a caractères ethniques. Alors que la communauté internationale condamne ces violences tout en ne reconnaissant pas la validité de l’élection, les tentatives de médiation menées par le président en exercice de l’Union africaine John Kufuor échouent. L’Union africaine confie une mission de médiation à l’ancien secrétaire général des Nations unies Kofi Annan, qui commence sa médiation dans un climat de violence important. Deux députés de l’opposition sont ainsi tués.

## 6 janvier
- République démocratique du Congo : Une conférence de paix organisée à l'initiative du président Joseph Kabila s’est ouverte à Goma. Elle vise à mettre fin aux conflits dans les provinces du Nord-Kivu et du Sud-Kivu, où des affrontements violents oppose depuis le mois d’août 2007 les Forces armées aux rebelles du Congrès national pour la défense du peuple de Laurent Nkunda[2].

## 7 janvier
- Sénégal : Une manifestation à l'appel de la Coalition nationale « Non aux APE », créée à l'initiative du président Abdoulaye Wade, a réuni à Dakar environ 2 000 personnes dénonçant le projet européen d’accords de partenariat économique entre l'Afrique et l'Europe[3]. Dans d’autres pays africains, la mobilisation contre les APE se met en place comme au Mali[4] ou au Niger[5].

- Sierra Leone, Liberia : Le procès pour crimes de guerre et crimes contre l’humanité de l’ancien président libérien Charles Taylor, interrompus depuis six mois, a repris devant le Tribunal spécial pour la Sierra Leone. Charles Taylor doit répondre de 11 chefs d’inculpation dont meurtres, viol et recrutement d'enfants soldats sur une période allant de novembre 1996 à début 2001[6].

## 16 janvier
- Libye : Les autorités ont annoncé une campagne d’expulsion des immigrés illégaux de son territoire et menacé de sanctions ceux qui leur viennent en aide et les hébergeraient[7].

## 22 janvier
- Centrafrique: Le président François Bozizé a nommé le recteur de l'université de Bangui Faustin-Archange Touadéra au poste de Premier ministre. Il remplace Élie Doté qui avait démissionné le 25 janvier, alors que le pays est traversé par une crise sociale avec la grève des fonctionnaires[8].

## 28 janvier
- Afrique de l'Ouest : le quatrième Forum social de l’Afrique de l’Ouest, auquel participaient 200 délégués des 15 pays membres de la Communauté économique des États de l'Afrique de l'Ouest, s’est achevé à Lomé (Togo) par un appel aux pays africains à ne pas signer les Accords de partenariat économique (APE) avec l'Union européenne[9].

- Tchad, République centrafricaine : L’Union européenne a approuvé l’envoi immédiat d’une forces de sécurité dénommé EUFOR Tchad/RCA. Composées de 3 700 soldats, dont la moitié français, elle vise à assurer la sécurité de plus de  400 000 personnes réfugiés soudanais du Darfour ou déplacés tchadiens et centrafricains[10].